# Spidean Mialach
Der Spidean Mialach ist ein 996 m (3.268 ft) hoher, als Munro und Marilyn eingestufter Berg in Schottland. Sein gälischer Name kann in etwa mit Spitze des Hirschs oder Spitze der wilden Tiere übersetzt werden. Eine populäre Übersetzung als Lousy Peak (Lausiger Berg) ist unzutreffend, ebenso auch eine Herleitung von Spidean Neulach, was in etwa mit Wolkiger oder Umwölkter Berg zu übersetzen wäre.  Der Gipfel liegt in der Council Area Highland in den Northwest Highlands in der weitläufigen Berglandschaft zwischen Loch Cluanie und Loch Quoich, etwa 30 Kilometer nordwestlich von Fort William.

## Beschreibung
Gemeinsam mit dem westlich benachbarten, ebenfalls als Munro eingestuften, 1.035 m (3.396 ft) hohen Gleouraich ist der Spidean Mialach Teil eines kompakten Bergmassivs, das südlich von Loch Quoich und nördlich von Glen Loyne begrenzt wird. Während die Südseite des Massivs zu Loch Quoich hin durch moderat bis steil abfallende, grasbedeckte und lediglich von einzelnen Granitblöcken durchsetzte Kare geprägt ist, sind die Kare auf der Nordseite ausgesprochen felsig und steil. Zwischen den Gipfeln des Spidean Mialach und des Gleouraich verläuft ein gewundener, etwa 2,5 Kilometer langer Grat, der sich am Sattel zwischen beiden Bergen, dem Fiar Bhealaich, bis auf etwa 720 m Höhe absenkt. Außer dem nach Westen führenden Verbindungsgrat gehen vom durch einen Cairn markierten Gipfel des Spidean Mialach zwei weitere Grate aus.  
Ein kurzer, steil abfallender Grat nach Nordosten umfasst zusammen mit dem nach Osten führenden Grat das Coire an Daimh Bhàin, das mehrere kleine Seen aufweist und sich über eine Felsstufe in das Coire Mialach fortsetzt. Der Ostgrat läuft noch etwa 3,5 km weiter, bis er auf etwa 450 m Höhe allmählich ausläuft. Vom Verbindungsgrat gehen zwischen dem Gipfel und dem Fiar Bhealaich zwei weitere steile und felsige Grate nach Norden ab, die zusammen mit dem vom Gipfel ausgehenden Grat das Coire an Spidein und das Coire Leacach Mòr umschließen. Die weitgehend von steilen Grashängen geprägte Südseite weist ebenfalls eine ausgeprägte Zwischenstufe auf, in der der kleine Bergsee Loch Fearna liegt, östlich davon liegt das felsige Coire an t-Seasgaich. 

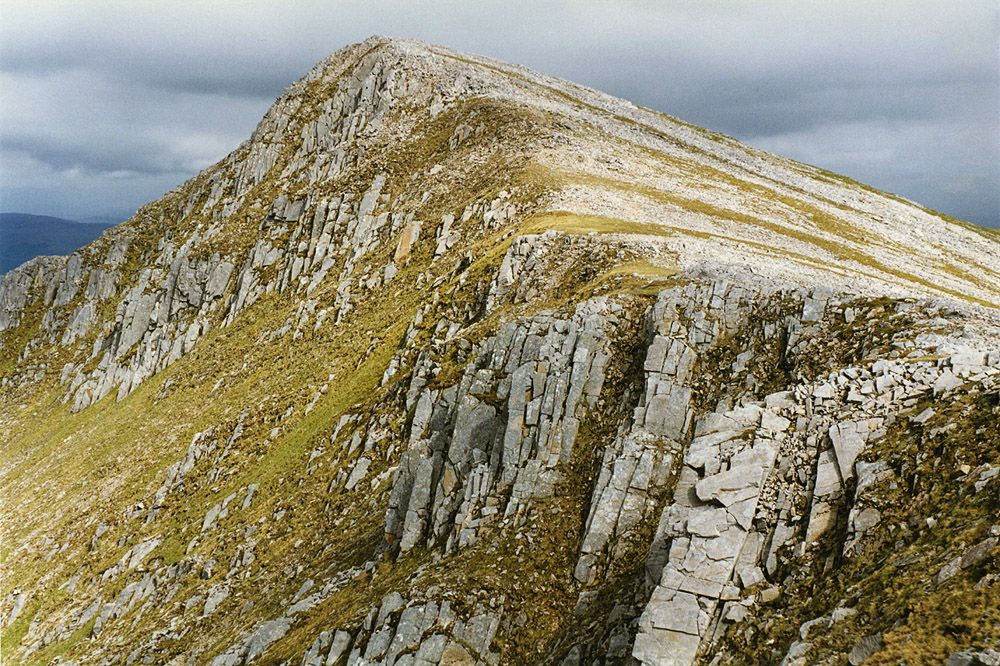
Blick vom Westgrat auf den Gipfel des Spidean Mialach
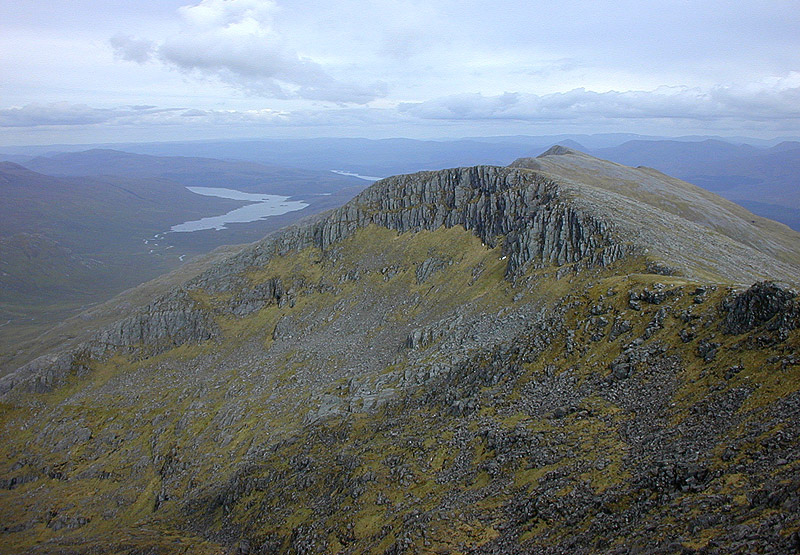
Blick vom Gipfel des Gleouraich über den Verbindungsgrat zum Spidean Mialach
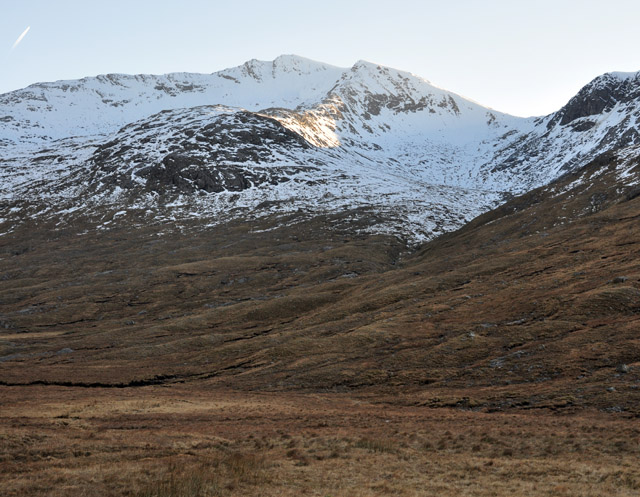
Der Spidean Mialach von Norden aus dem Easter Glen Quoich
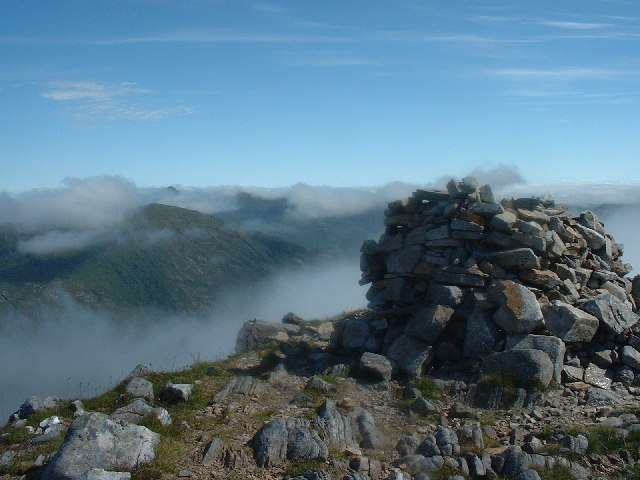
Der Gipfelcairn des Spidean Mialach, Blick nach Nordosten

## Aufstieg
Die meisten Munro-Bagger besteigen den Spidean Mialach gemeinsam mit seinem Nachbarn Gleouraich. Der meistverwendete Zustieg führt über einen als Jagdpfad angelegten Weg nördlich an Loch Fearna vorbei zur Südwestflanke des Bergs und über diese weglos zum Gipfel. Alternativ kann auch der Weg über den Gleouraich und den Verbindungsgrat zwischen beiden Gipfeln genutzt werden. Ausgangspunkt für beide Varianten ist ein kleiner Parkplatz am Ufer von Loch Quoich an der von Loch Garry nach Kinloch Hourn am Ende von Loch Hourn führenden Single track road.